# Werner Hinz
Pour les articles homonymes, voir Hinz.
Werner Hinz est un acteur allemand, né Werner Heinz Alfons Hinz le 18 janvier 1903 à Berlin (Empire allemand), mort le 10 février 1985 à Hambourg (Allemagne).

## Biographie
Werner Hinz étudie l'art dramatique dans sa ville natale, à l'école créée par Max Reinhardt au sein du Deutsches Theater. Il débute au théâtre (où il sera actif durant toute sa carrière) en 1922, dans L'Éveil du printemps de Frank Wedekind.
Au cinéma, son premier film est Les Deux Rois d'Hans Steinhoff (avec Emil Jannings et Leopoldine Konstantin), sorti en 1935, dans le rôle du prince héritier Frédéric. Suivent cinquante autres films, majoritairement allemands, le dernier sorti en 1969. Exception notable, il contribue au film américain Le Jour le plus long (réalisateurs divers, 1962, avec John Wayne et Henry Fonda), où il personnifie Erwin Rommel.
Durant la Seconde Guerre mondiale, il apparaît dans plusieurs films de propagande nazie, comme Bismarck de Wolfgang Liebeneiner (1940, avec Paul Hartmann dans le rôle-titre et Lil Dagover). Après la guerre, mentionnons également Feu d'artifice (1954, avec Lilli Palmer et Romy Schneider) et Les Confessions de Félix Krull (1957, avec Horst Buchholz et Liselotte Pulver), tous deux réalisés par Kurt Hoffmann.
À la télévision, entre 1960 et 1985 (année de sa mort), Werner Hinz collabore à vingt-sept téléfilms — plusieurs étant d'origine théâtrale — et huit séries, dont Tatort (un épisode, 1971) et Inspecteur Derrick (un épisode, 1977).

## Filmographie partielle

### Au cinéma
(films allemands, sauf mention contraire)
- 1935 : Les Deux Rois (Der alte und der junge König - Friedrichs des Grossen Jugend) d'Hans Steinhoff : Le prince héritier Frédéric
- 1937 : Le Croiseur Sébastopol (Weiße Sklaven) de Karl Anton : Boris
- 1938 : Jeunesse (Jugend) de Veit Harlan : Kaplan von Schigorski
- 1939 : Der vierte kommt nicht de Max W. Kimmich : le capitaine Holm
- 1940 : Musique de rêve (Traummusik) de Géza von Bolváry : Ronny
- 1940 : Le Renard de Glenarvon ou Grandison le félon (Der Fuchs von Glenarvon) de Max W. Kimmich : Sir Tetbury
- 1940 : Bismarck de Wolfgang Liebeneiner : le prince héritier Frédéric
- 1941 : Ma vie pour l'Irlande (Mein Leben für Irland) de Max W. Kimmich : Michael O'Brien Jr.
- 1941 : Le Président Krüger (Ohm Krüger) d'Hans Steinhoff, Karl Anton et Herbert Maisch : Jan Krüger
- 1942 : Le Vengeur (Schicksal) de Géza von Bolváry : Kosta Wasileff
- 1942 : Die Entlassung de Wolfgang Liebeneiner : l'empereur Guillaume II
- 1943 : Wildvogel de Johannes Meyer : le professeur Lossen
- 1943 : Le Chant de la métropole (Großstadtmelodie) de Wolfgang Liebeneiner : Dr Rolf Bergmann
- 1944 : Das Herz muß schweigen de Gustav Ucicky : Freiherr von Bonin
- 1945 : Le Cas Molander (Der Fall Molander) de Georg Wilhelm Pabst : Holk
- 1945 : Meine Herren Söhne de Robert A. Stemmle : Kurt Redwitz
- 1947 : In jenen Tagen d'Helmut Kaütner : Steffen
- 1949 : Les Quadrilles multicolores (Die Buntkarierten) de Kurt Maetzig : Paul Schmiedecke
- 1949 : Der Biberpelz d'Erich Engel : Friedrich von Wehrhahn
- 1951 : Die Schuld des Dr. Homma de Paul Verhoeven : Dr Magnus Homma
- 1952 : Le Cœur du monde (Herz der Welt) d'Harald Braun : Basil Zaharoff
- 1954 : Geständnis unter vier Augen d'André Michel : Jorga
- 1954 : Feu d'artifice (Feuerwerk) de Kurt Hoffmann : Albert Oberholzer
- 1954 : Der letzte Sommer d'Harald Braun : le ministre de l'Intérieur
- 1955 : Ennemie adorée (Geliebte Feindin) de Rolf Hansen : le consul Gerald Gore
- 1955 : Hotel Adlon de Josef von Báky : Lorenz Adlon
- 1955 : Le 20 Juillet (Der 20. Juli) de Falk Harnack : le général Ludwig Beck
- 1955 : Du darfst nicht länger schweigen de Robert A. Stemmle : Samuelsen
- 1956 : Nina de Rudolf Jugert : Le colonel Kapulowski
- 1957 : Les Confessions de Félix Krull (Bekenntnisse des Hochstaplers felix Krull) de Kurt Hoffmann : Stabsarzt
- 1957 : Made in Germany - Ein Leben für Zeiss de Wolfgang Schleif : Carl Zeiss
- 1958 : La Jeune Fille de Moorhof (Das Mädchen vom Moorhof) de Gustav Ucicky : M. Erlandsson père
- 1958 : Une affaire diabolique (en) (Herz ohne Gnade) de Victor Tourjansky : Friedrich Rombach
- 1959 : Le Phalène bleu (Der blaue Nachtfalter) de Wolfgang Schleif : Steve Owens
- 1959 : Les Buddenbrook (Buddenbrooks) d'Alfred Weidenmann : Jean Buddenbrook
- 1959 : R.P.Z. appelle Berlin (Geheimaktion schwarze Kapelle) de Ralph Habib : Generaloberst
- 1960 : Le Dernier Témoin (Der letzte Zeuge) de Wolfgang Staudte : Ricker
- 1961 : Drôle de menteur (Der Lügner) de Ladislas Vajda : Sperber
- 1961 : Die Stunde, die du glücklich bist de Rudolf Jugert : Dr Maurer
- 1962 : Le Jour le plus long (The Longest Day) de Ken Annakin et autres (film américain) : le maréchal Rommel
- 1964 : Tonio Kröger de Rolf Thiele : le consul Kröger
- 1965 : On murmure dans la ville (Dr. med. Hiob Prätorius) de Kurt Hoffmann : le père de Violetta
- 1967 : Rheinsberg de Kurt Hoffmann : le père de Claire
- 1968 : Morgens um Sieben ist die Welt noch in Ordnung de Kurt Hoffmann : le grand-père
- 1969 : Wenn süß das Mondlicht auf den Hügeln schläft de Wolfgang Liebeneiner : le grand-père
- 1978 : Der Schimmelreiter (de) d'Alfred Weidenmann : l'huissier

### À la télévision
Séries
- 1971 : Tatort
  - Saison 2, épisode 10 Mordverdacht : Harald Tüllmann
- 1974 : Der Kommissar
  - Saison 6, épisode 12 Jähes Ende einer interessanten Beziehung : Andreas Kämmerer
- 1977 : Inspecteur Derrick (Derrick)
  - Saison 4, épisode 6 Responsabilité partagée (Das Kuckucksei) d'Alfred Vohrer : M. Horre père

Téléfilms
- 1964 : Totentanz de Gustaf Gründgens : Edgar
- 1968 : Der Snob d'Hans Schweikart : Theobald Maske
- 1978 : ...von Herzen mit Schmerzen d'Hartmut Griesmayr : rôle non-spécifié
- 1979 : Nachbarn und andere nette Menschen de Wolfgang Liebeneiner : rôle non-spécifié
- 1980 : Die Alten kommen de Wolfgang Becker : rôle non-spécifié
- 1984 : Mensch ohne Fahrschein d'Alfred Weidenmann : rôle non-spécifié